# 줄리 에스텔
줄리 에스텔(Julie Estelle, 1989년 1월 4일 ~ )은 인도네시아의 배우, 모델이다.

## 출연 작품
- 6 솔져스: 라스트 미션 (2018)
- 더 레이드 3 (2018)
- 더 나잇 컴즈 포 어스 (2017)
- 레터스 프롬 프라하 (2016)
- 헤드샷 (2016)
- 커피의 맛 (2015)
- 레이드 2 (2014)
- 마카브르 (2009)
- 쿤티라낙 3 (2008)
- 쿤티라낙 2 (2007)
- 쿤티라낙 (2006)